# Eucalyptus extrica
Eucalyptus extrica är en myrtenväxtart som beskrevs av Nicolle. Eucalyptus extrica ingår i släktet Eucalyptus och familjen myrtenväxter. Inga underarter finns listade i Catalogue of Life.